# Kurve (Mathematik)
In der Mathematik ist eine Kurve (von lateinisch curvus „gebogen, gekrümmt“) ein eindimensionales Objekt. Im Gegensatz etwa zu einer Geraden muss eine Kurve grundsätzlich keinen geraden, sondern kann vielmehr jeden beliebigen Verlauf annehmen.
Eindimensional bedeutet dabei informell, dass man sich auf der Kurve nur in eine Richtung (bzw. in die Gegenrichtung) bewegen kann. Ob die Kurve in der zweidimensionalen Ebene liegt (ebene Kurve), in einem höherdimensionalen Raum (siehe Raumkurve), oder gar in einer Mannigfaltigkeit (beispielsweise in einer Lorentzschen Mannigfaltigkeit) ist in diesem begrifflichen Zusammenhang unerheblich.
Je nach Teilgebiet der Mathematik gibt es unterschiedliche Präzisierungen dieser Beschreibung.

## Parameterdarstellungen

Kubische Kurve mit einem Doppelpunkt. t → (t^{2} − 1, t · (t^{2} − 1)) bzw. y^{2} = x^{2}(x + 1)

Eine Kurve kann als das Bild (Wertebereich) eines Weges definiert werden. Ein Weg ist (abweichend von der Umgangssprache) eine stetige Abbildung von einem Intervall in den betrachteten Raum, also z. B. in die euklidische Ebene {\displaystyle \mathbb {R} ^{2}}. Ein Weg, dessen Bild eine gegebene Kurve ist, heißt auch Parameterdarstellung dieser Kurve. Wege werden deshalb manchmal auch als parametrisierte Kurven bezeichnet.
Beispiele:
- Die Abbildung

{\displaystyle {[0,2\pi ]}\to \mathbb {R} ^{2},\quad t\mapsto (\cos t,\sin t)}
beschreibt den Einheitskreis in der Ebene.
- Die Abbildung

{\displaystyle \mathbb {R} \to \mathbb {R} ^{2},\quad t\mapsto {\big (}t^{2}-1,t(t^{2}-1){\big )}}
beschreibt eine Kurve mit einem einfachen Doppelpunkt bei {\displaystyle (0,0)}, entsprechend den Parameterwerten {\displaystyle t=1} und {\displaystyle t=-1}.
Gelegentlich, insbesondere bei historischen Bezeichnungen, wird zwischen Weg und Kurve nicht unterschieden. So ist die interessante Struktur bei der Hilbert-Kurve der Weg; das Bild dieses Weges ist das Einheitsquadrat, besitzt also keinerlei fraktale Struktur mehr.

## Parametertransformation
Eine Parametertransformation {\displaystyle \phi } ist eine umkehrbar stetige Abbildung (Homöomorphismus), der zwei Wege (d. h. parametrisierte Kurven) {\displaystyle c,c'} ineinander überführt gemäß {\displaystyle c'=c\circ \phi }.
Für zwei Parameterdarstellungen {\displaystyle c\colon I\to C,c'\colon J\to C} derselben Kurve {\displaystyle C} ist ein Parameterwechsel daher durch eine Parametertransformation {\displaystyle \phi \colon J\to I} gegeben, so dass {\displaystyle c'=c\circ \phi \;} – und damit umgekehrt auch {\displaystyle c=c'\circ } {\displaystyle \phi ^{-1}}.
Statt Kurven mit den Bildern von Wegen zu identifizieren, könnte man sie auch (im Sinn der Kategorientheorie) äquivalent auch als die Äquivalenzklassen von Wegen mit gleichem Bild beschreiben, die durch Parametertransformationen (Homöomorphismen) ineinander übergeführt werden können. Diese Gleichwertigkeit macht man sich zunutze, um spezielle Klassen von Kurven zu definieren.

## Gerichtete Kurven
Durch die Parameterdarstellung erhält die Kurve einen „Richtungssinn“ in der Richtung des wachsenden Parameters.
Eine „gerichtete“ (oder „orientierte“) Kurve ist eine Äquivalenzklasse von Wegen (parametrisierten Kurven), die sich durch streng (strikt) monotone steigende Parametertransformationen ineinander überführen lassen.
In Anpassung des Sprachgebrauchs an den vorliegenden Verwendungszweck wird allgemein definiert:
Die „Spur“ einer (parametrisierten, gerichteten oder allgemeinen) Kurve ist die eindeutige Menge der Bildpunkte (einer beliebigen Parameterdarstellung derselben).

## Glatte Kurven
In diesem Fall verlangt man zusätzlich {\displaystyle k}-fache stetige Differenzierbarkeit ({\displaystyle k=1,2,\ldots ,\infty }) für den Weg bzw. die Parameterdarstellungen einer (gerichteten) Kurve. Die entsprechenden Kurvenklassen werden mit {\displaystyle C^{k}} bezeichnet.

## Gleichungsdarstellungen
Eine Kurve kann auch durch eine oder mehrere Gleichungen in den Koordinaten beschrieben werden. Beispiele dafür sind wieder die Bilder der beiden durch die obigen Parameterdarstellungen gegebenen Kurven:
- Die Gleichung

{\displaystyle x^{2}+y^{2}=1}
beschreibt den Einheitskreis in der Ebene.
- Die Gleichung

{\displaystyle y^{2}=x^{2}(x+1)}
beschreibt die oben in Parameterdarstellung angegebene Kurve mit Doppelpunkt.
Ist die Gleichung wie hier durch ein Polynom gegeben, nennt man die Kurve algebraisch.

## Funktionsgraphen
Funktionsgraphen sind ein Spezialfall beider oben angegebenen Formen: Der Graph einer Funktion
{\displaystyle f\colon D\to \mathbb {R} ,\quad x\mapsto f(x)}
kann entweder als Parameterdarstellung
{\displaystyle D\to \mathbb {R} ^{2},\quad t\mapsto (t,f(t))}
oder als Gleichung
{\displaystyle \Gamma _{f}=\{(x,y)\in \mathbb {R} ^{2}\mid y=f(x)\}}
angegeben werden.
Wird in der Schulmathematik von Kurvendiskussion gesprochen, so meint man üblicherweise nur diesen Spezialfall.

## Differenzierbare Kurven, Krümmung
Sei {\displaystyle [a,b]\subset \mathbb {R} } ein Intervall und {\displaystyle c\colon [a,b]\to \mathbb {R} ^{n}} eine reguläre Kurve, d. h. {\displaystyle |c'(x)|\neq 0} für alle {\displaystyle x\in (a,b)}. Die Länge der Kurve ist
{\displaystyle l=\int _{a}^{b}|c'(t)|\,dt}
Die Funktion
{\displaystyle x\mapsto \int _{a}^{x}|c'(t)|\,dt}
ist ein Diffeomorphismus {\displaystyle [a,b]\to [0,l]}, und die Verkettung von {\displaystyle c} mit dem inversen Diffeomorphismus liefert eine neue Kurve {\displaystyle {\tilde {c}}\colon [0,l]\to \mathbb {R} ^{n}} mit {\displaystyle |{\tilde {c}}'(x)|=1} für alle {\displaystyle x\in (0,l)}. Man sagt: {\displaystyle {\tilde {c}}} ist nach der Bogenlänge parametrisiert.
Sei {\displaystyle [a,b]\subset \mathbb {R} } ein Intervall und {\displaystyle c\colon [a,b]\to \mathbb {R} ^{n}} eine nach der Bogenlänge parametrisierte Kurve. Die Krümmung von {\displaystyle c} an der Stelle {\displaystyle s} ist definiert als {\displaystyle \kappa (s)=|c''(s)|}. Für ebene Kurven kann man die Krümmung noch mit einem Vorzeichen versehen: Ist {\displaystyle J} die Drehung um 90°, dann ist {\displaystyle \kappa (s)} festgelegt durch {\displaystyle c''(s)=\kappa (s)\cdot Jc'(s)}. Positive Krümmung entspricht Linkskurven, negative Rechtskurven.

## Geschlossene Kurven
Eine ebene Kurve {\displaystyle c\colon [0,1]\to \mathbb {R} ^{2}} heißt geschlossen, wenn {\displaystyle c(0)=c(1)}, und einfach geschlossen, wenn zusätzlich {\displaystyle c} auf {\displaystyle [0,1)} injektiv ist. Der Jordansche Kurvensatz besagt, dass eine einfach geschlossene Kurve die Ebene in einen beschränkten und einen unbeschränkten Teil zerlegt. Ist {\displaystyle c} eine geschlossene Kurve mit {\displaystyle c(t)\neq (0,0)} für alle {\displaystyle t\in [0,1]}, kann man der Kurve eine Umlaufzahl zuordnen, die angibt, wie oft die Kurve um den Nullpunkt herumläuft.
Glatten geschlossenen Kurven kann man eine weitere Zahl zuordnen, die Tangentenumlaufzahl, die für eine nach der Bogenläge parametrisierte Kurve {\displaystyle c\colon [0,l]\to \mathbb {R} ^{2}} durch
{\displaystyle {\frac {1}{2\pi }}\int _{0}^{l}\kappa (t)\,dt}
gegeben ist. Der Umlaufsatz von Heinz Hopf besagt, dass eine einfache geschlossene Kurve Tangentenumlaufzahl {\displaystyle 1} oder {\displaystyle -1} hat.
Sei allgemein {\displaystyle X} ein topologischer Raum. Statt von geschlossenen Wegen {\displaystyle c\colon [0,1]\to X} mit {\displaystyle c(0)=c(1)} spricht man auch von Schleifen mit Basispunkt {\displaystyle c(0)}. Weil der Quotientenraum {\displaystyle [0,1]/\{0,1\}} homöomorph zum Einheitskreis {\displaystyle S^{1}} ist, identifiziert man Schleifen mit stetigen Abbildungen {\displaystyle S^{1}\to X}. Zwei Schleifen {\displaystyle c_{1},c_{2}} mit Basispunkt {\displaystyle x} heißen homotop, wenn man sie unter Beibehaltung des Basispunkts stetig ineinander deformieren kann, d. h. wenn es eine stetige Abbildung {\displaystyle H\colon [0,1]^{2}\to X} mit {\displaystyle H(s,0)=c_{1}(s)}, {\displaystyle H(s,1)=c_{2}(s)} für alle {\displaystyle s} und {\displaystyle H(0,t)=H(1,t)=x} für alle {\displaystyle t} gilt. Die Äquivalenzklassen homotoper Schleifen bilden eine Gruppe, die Fundamentalgruppe von {\displaystyle X}. Ist {\displaystyle X=\mathbb {R} ^{2}-\{0\}}, dann ist die Fundamentalgruppe über die Windungszahl isomorph zu {\displaystyle \mathbb {Z} }.

## Raumkurven
Sei {\displaystyle [a,b]\subset \mathbb {R} } ein Intervall und {\displaystyle c\colon [a,b]\to \mathbb {R} ^{3}} eine nach der Bogenlänge parametrisierte Kurve. Die folgenden Bezeichnungen sind Standard:
{\displaystyle {\begin{aligned}t(s)&=c'(s)\\n(s)&={\frac {t'(s)}{|t'(s)|}}\\b(s)&=t(s)\times n(s)\end{aligned}}}
(definiert, wann immer {\displaystyle t'(s)\neq 0}). {\displaystyle t(s)} ist der Tangentialvektor, {\displaystyle n(s)} der Normalenvektor und {\displaystyle b(s)} der Binormalenvektor, das Tripel {\displaystyle (t,n,b)} heißt begleitendes Dreibein. Die Krümmung ist {\displaystyle \kappa (s)=|t'(s)|=|c''(s)|}, die Windung {\displaystyle \tau (s)} definiert durch {\displaystyle b'(s)=-\tau (s)n(s)}. Es gelten die frenetschen Formeln:
{\displaystyle {\begin{matrix}t'&=&&\kappa n\\n'&=&-\kappa t&+&\tau b\\b'&=&&-\tau n\end{matrix}}}
Der Hauptsatz der lokalen Kurventheorie besagt, dass man eine Kurve aus Krümmung und Windung rekonstruieren kann: Sind glatte Funktionen {\displaystyle \kappa ,\tau \colon [0,l]\to \mathbb {R} } mit {\displaystyle \kappa (s)>0} für alle {\displaystyle s\in [0,l]} (der Wert 0 ist für {\displaystyle \kappa } also nicht erlaubt), so gibt es bis auf Bewegungen genau eine entsprechende Kurve.
Die von je zwei der drei Vektoren {\displaystyle t}, {\displaystyle n} oder {\displaystyle b} aufgespannten Ebenen durch den Kurvenpunkt tragen besondere Namen:
- Die Oskulationsebene oder Schmiegebene wird von {\displaystyle t} und {\displaystyle n} aufgespannt.
- Die Normalebene wird von {\displaystyle n} und {\displaystyle b} aufgespannt.
- Die rektifizierende Ebene oder Streckebene wird von {\displaystyle t} und {\displaystyle b} aufgespannt.

## Kurven als eigenständige Objekte
Kurven ohne umgebenden Raum sind in der Differentialgeometrie relativ uninteressant, weil jede eindimensionale Mannigfaltigkeit diffeomorph zur reellen Geraden {\displaystyle \mathbb {R} } oder zur Einheitskreislinie {\displaystyle S^{1}} ist. Auch Eigenschaften wie die Krümmung einer Kurve sind intrinsisch nicht feststellbar.
In der algebraischen Geometrie und damit zusammenhängend in der komplexen Analysis versteht man unter „Kurven“ in der Regel eindimensionale komplexe Mannigfaltigkeiten, oft auch als Riemannsche Flächen bezeichnet. Diese Kurven sind eigenständige Studienobjekte, das prominenteste Beispiel sind die elliptischen Kurven. Siehe Kurve (algebraische Geometrie)

## Historisches
Das erste Buch der Elemente (Στοιχεῖα) von Euklid begann mit der Definition „Ein Punkt (σημεῖον, signum) ist, was keine Teile hat. Eine Kurve (γραμμή, Linie) ist eine Länge ohne Breite.“
Diese Definition lässt sich heute nicht mehr aufrechterhalten, denn es gibt zum Beispiel Peano-Kurven, d. h. stetige surjektive Abbildungen {\displaystyle f\colon \mathbb {R} \to \mathbb {R} ^{2}}, die die gesamte Ebene ausfüllen. Andererseits folgt aus dem Lemma von Sard, dass jede differenzierbare Kurve den Flächeninhalt null, also tatsächlich wie von Euklid gefordert „keine Breite“ hat.